# آرامگاه کیا داوود یوش
مقبره کیا داوود یوش مربوط به سدهٔ ۸ تا ۹ ه‍.ق در دوران تیموریان است و در شهرستان نور، بخش بلده، روستای یوش واقع شده و این اثر در تاریخ ۹ بهمن ۱۳۸۶ با شمارهٔ ثبت ۲۰۶۸۵ به‌عنوان یکی از آثار ملی ایران به ثبت رسیده‌است.
نیما یوشیج (علی اسفندیاری) تاریخچه خاندان خود را چنین شرح می‌دهد: «محمدرضا خان، حکمران رستمدار و یکی از رقبای زورمند آقامحمدخان بوده‌است… نسب این مدعی پیشوای قاجار به فاصله کم به اسفندیار پسر کیا جمال‌الدین، یکی از سران این دودمان مربوط می‌شود. از کیا جمال‌الدین، چهار پسر ماند (اسفندیار، کریم، جمشید و داوود) از اینجاست نام اسفندیاری‌ها، کریمی‌ها، جمشیدی‌ها و داوودی‌های یوش».
از این چهار پسر تنها مقبره کیاداوود در روستای یوش به جا مانده‌است.